# Arrenurus problecornis
Arrenurus problecornis är en kvalsterart som beskrevs av Cook 1976. Arrenurus problecornis ingår i släktet Arrenurus och familjen Arrenuridae. Inga underarter finns listade i Catalogue of Life.